# Усть-Буб
Усть-Буб — село в составе Сивинского района в Пермском крае.

## Географическое положение
Село расположено в южной части района на расстоянии примерно 10 километров на восток-северо-восток по прямой от села Буб. Расположено на месте впадения реки Буб в Обву.

## Климат
Климат умеренно-континентальный с продолжительной снежной зимой и коротким, умеренно-теплым летом. Среднегодовая температура + 1,7оС. Средняя температура июля составляет +17,7оС, января −15,1оС. Среднее годовое количество осадков составляет 586 мм.

## История
Статус села получило в 1902 году, когда здесь была построена церковь. Село до 2021 входит в состав Бубинского сельского поселения Сивинского района. Предполагается, что после упразднения обоих муниципальных образований войдёт в состав Сивинского муниципального округа.

## Население
Постоянное население составляло 373 человека в 2002 году (96 % русские), 324 человека в 2010 году.

## Известные уроженцы
Мария Истомина — российская лыжница, победитель этапа Чемпионата России, призер этапа Кубка мира.